# Jättehemligt
Jättehemligt är en självbiografisk bok från 1971 av Barbro Lindgren. Den är den första boken i en trilogi och efterföljdes av Världshemligt (1972) och Bladen brinner (1973).
Trilogin är baserad på Lindgrens dagböcker från 1940- och 1950-talen och huvudpersonen heter därför Barbro. Hon är tio år och bor med sin familj i en egnahemsvilla i Stockholmsförorten Norra Ängby. Hon har precis upptäckt att det finns saker man inte vill berätta för någon, inte ens sin egen mamma.
Jättehemligt är en av titlarna i boken Tusen svenska klassiker (2009).

### Fotnoter
1. 1 2 3  Gradvall et al 2009, #325